# Helena de Carlos

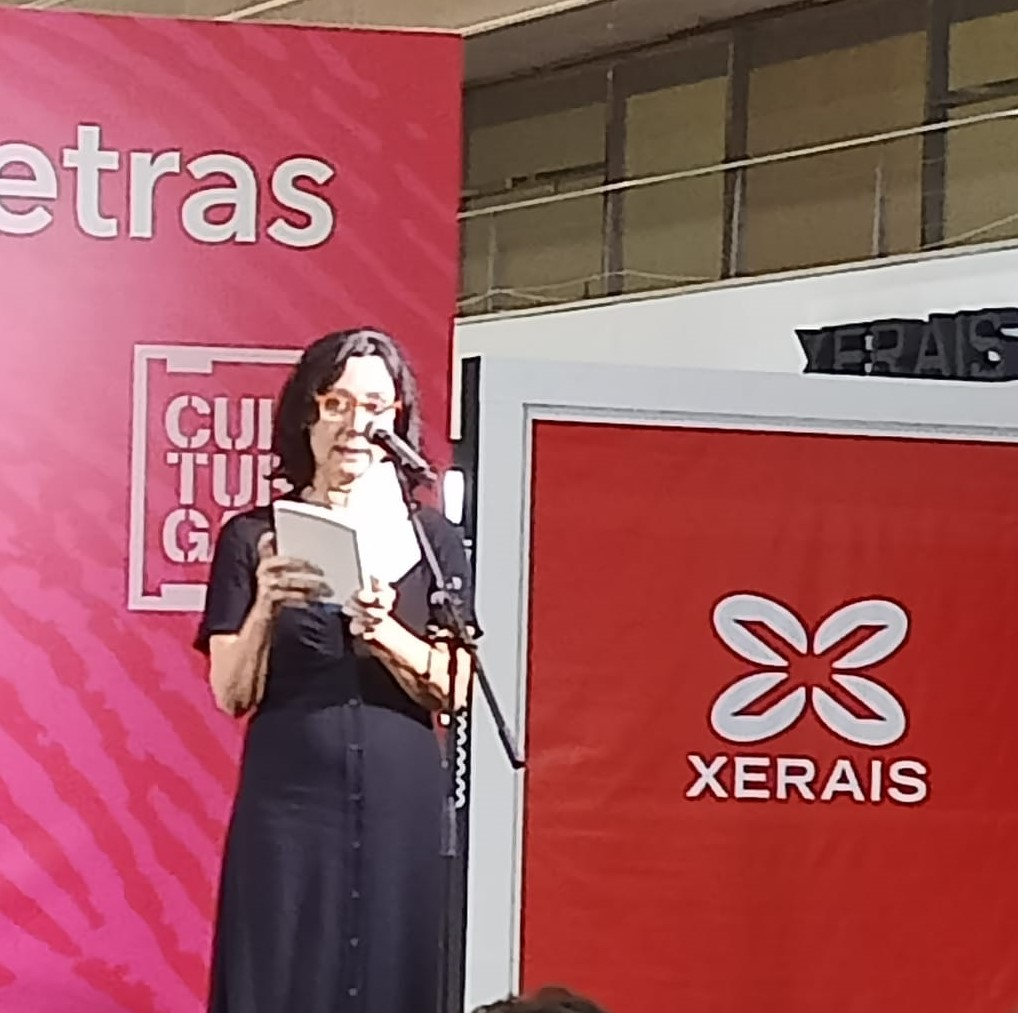
Helena de Carlos en 2023.

Helena de Carlos Villamarín (Cenlle, parroquia de La Barca de Barbantes, 1964) es una poetisa y latinista de Galicia, España. 
Aunque nacida en Cenlle, pasó su infancia y juventud en Vigo. Doctora en Filología clásica y profesora titular del departamento de Latín y Griego de la Universidad de Santiago de Compostela. Especializada en estudios sobre el latín medieval, llevó a cabo sus investigaciones en ciudades como Lisboa, Múnich y Florencia. Ha colaborado en diversas publicaciones como Nordés, Festa da palabra silenciada, Dorna, Ólisbos y Alquimia.

## Obra

### Poesía
- Alta casa (1996).
- 1999 (2001).
- Vigo (2007). Premio de la Crítica de poesía gallega.
- ”Imago” (2023)

### Traducciones al gallego
- Consolación da filosofía de Boecio (2005).